# 유머레스크 (드보르자크)
《유머레스크 작품번호 101》는 안토닌 드보르자크가 1894년 여름에 쓴 피아노 작품이다. 

## 구성
8개의 작품으로 구성되어 있다. 
1. 비바체 (내림 마단조)
2. 안단테 (나장조)
3. 안단테 (내림 가장조)
4. 안단테 (바장조)
5. 비바체 (가단조)
6. 알레그레토 (나장조)
7. 렌토 (내림 사장조)
8. 안단테 - 비바체 (내림 나단조)